# Niobrara, Nebraska
Niobrara är en ort (village) i Knox County i delstaten Nebraska i USA. Orten hade 365 invånare, på en yta av 1,89 km² (2020).
Det är en av många mindre orter i området som tvingats flytta från sin ursprungliga plats på grund av dammbyggandet i Missourifloden. Orten är administrativt säte för Poncastammen som betraktar området kring floden Niobrara som sitt urhem.